# Love Story (powieść)
Love Story – krótka powieść Ericha Segala. Po raz pierwszy wydana w ⁣⁣dniu świętego Walentego⁣⁣, 14 lutego ⁣⁣1970⁣⁣ roku stała się bestsellerem i została przetłumaczona na ponad 20 języków. Segal ujął tę samą historię w formę scenariusza; film pod tym samym tytułem został zrealizowany przez Paramount Pictures i wszedł na ekrany 16 grudnia 1970 roku.
W roku 1977 Segal napisał sequel powieści pt. Opowieść Olivera (Opowieść Oliwera); on również został sfilmowany.

## Opis fabuły
Oliver Barrett IV poznaje Jennifer Cavilleri w uniwersyteckiej bibliotece. Wydaje się, że wszystko ich dzieli: on jest studentem Uniwersytetu Harvarda, ona college Radcliffe; on jest bogaty, ona pochodzi z ubogiej rodziny; on jest WASP-em, ona katoliczką włoskiego pochodzenia; on interesuje się sportem, ona muzyką poważną. Mimo to zakochują się w sobie. Niezadowolony ze stosunku swoich rodziców do Jenny, Oliver zrywa stosunki z nimi i nie zaprasza ich na ślub. Po ukończeniu studiów Jenny podejmuje pracę w szkole i utrzymuje Olivera, aby ten mógł kontynuować naukę na Harvardzie. Kiedy jako absolwent prawa Oliver dostaje intratną posadę w kancelarii prawniczej, decydują się na dziecko, jednak pomimo wielomiesięcznych starań Jenny nie zachodzi w ciążę. Podczas badań płodności okazuje się, że jest ciężko chora na białaczkę. Po trzech latach milczenia Oliver udaje się do ojca z prośbą o pieniądze, nie wyznając jednak, że potrzebne mu są na leczenie żony. Ojciec udziela mu pomocy, jednak mimo to Jenny wkrótce umiera w szpitalu. Wychodząc ze szpitala, Oliver spotyka ojca, który dopiero teraz dowiedział się o chorobie synowej. W ostatniej scenie książki następuje pojednanie pomiędzy nimi.

## Wydania
Po polsku książka wyszła pod dwoma różnymi tytułami:
- Love Story, czyli O miłości – tłum. Anna Przedpełska-Trzeciakowska (1989)
- Opowieść miłosna – tłum. Grzegorz Kołodziejczyk (2004)